# Perfekcionismus
Perfekcionismus (nesprávně perfekcionalismus) je v psychologii širokým osobnostním rysem charakterizovaným zájmem člověka o touhu po bezchybnosti a dokonalosti a je doprovázen kritickým sebehodnocením a obavami ohledně hodnocení ostatních.
Vlastnost je zkoumána jako multidimenzionální a mnohovrstevná osobnostní charakteristika.

## Charakteristika
Podle slovníkové definice je perfekcionista nebo perfekcionistka osoba, která má (někdy nadměrnou) potřebu dokonalosti, bezchybnosti, perfektnosti.
Významově související pojmy jsou hnidopich, pečlivka, pedant, puntičkář.
Perfekcionisté se nutkavě a vytrvale upínají k nedosažitelným cílům. Svou sebehodnotu měří produktivitou a úspěchy do té míry, že některé tendence dokonce vedou k odvádění pozornosti od jiných oblastí života.
Perfekcionisté sami sebe nutí k dosahování nereálných cílů, což nevyhnutelně vede ke zklamání. Bývají přísnými kritiky sebe sama, své práce a své neschopnosti plnit svá vlastní očekávání.
Melancholik, jeden ze čtyř druhů temperamentu, má údajně silný sklon k perfekcionismu, velmi mnoho pozornosti věnuje přípravě, a naopak nemá rád finální akci. Podobně se projevují INTJ (Introversion, iNtuition, Thinking, Judgment) a INFJ (Introversion, iNtuition, Feeling, Judgment), osobnostní typy podle MBTI. V umění má tendenci k přepjatosti a perfekcionismu životní strategie označovaná jako R-kultura. Workoholici svým perfekcionismem prý často rozčilují ostatní. Charakteristickým znakem anankastické poruchy osobnosti (F60.5) je také perfekcionismus, ve smyslu nezdravého zabývání se detaily na úkor efektivity. Perfekcionismus je zmíněn u narcismu, mentální anorexie, Aspergerova syndromu a dalších poruch.

## Osobnosti

Stanley Kubrick, americký filmař, byl nechvalně známý svým perfekcionismem při natáčení filmů.

Za perfekcionisty byly nebo jsou označovány i některé známé osobnosti
- Písničkář Fabrizio De André
- Herec a tanečník Fred Astaire
- Tiskař John Baskerville
- Spisovatel a dramatik Thomas Bernhard
- Fotograf Frederick H. Evans
- Herečka Klára Issová[8]
- Zpěvák Michael Jackson
- Steve Jobs, zakladatel firmy Apple
- Režisér Jacques Rivette
- Klavírista Jan Šimandl se pod tíhou perfekcionismu vzdal kariéry a přestal veřejně vystupovat. O perfekcionismu a z něj vyplývající nesnesitelné trémě mluví jako o hlavním důvodu pro toto rozhodnutí.[9]